# 伊宰·丁·卡桑烈士旅
伊宰·丁·卡桑烈士旅，簡稱卡桑旅，是巴勒斯坦政治军事组织哈馬斯麾下的準軍事部隊，创建于1992年，以1930年代的反英民族主義領袖伊宰·丁·卡桑命名，初創時僅為一支規模数百人的敢死队。卡桑旅被欧盟、美国、澳大利亚、英国等列为恐怖组织。2007年6月17日，巴勒斯坦自治政府颁布主席令，宣布哈马斯下属的武装派别为非法武装組織。

## 军事实力
卡桑旅没有重型装备，步兵轻武器勉强够用，重火器和压制火力寥寥无几。其中，突击步枪主要是美制5.56毫米M16和苏式7.62毫米AK-47和AKM等，另有大量自制反坦克手榴弹、反坦克地雷等；除拥有“卡桑”型系列火箭外，哈马斯还拥有自制的“亚辛”火箭和改进型“巴塔尔”反坦克导弹。有一支名為「海上突击队」的蛙人部队。雖然裝備簡陋，不過其技術也日益更新，透過改造水管，以砂糖與肥料作燃料，加上自製的戰鬥部，其火箭射程可達上百公里，2021年，以色列研判他們正在推動掌握自殺無人機的巡航制導技術等等。

## 前领导人
2002年7月，萨拉赫·谢哈德在其加沙地带的住所内被以色列战机投下的一枚重磅炸弹炸死。
2003年3月8日，易卜拉欣·穆卡达所乘坐的汽车在加沙地带街道上行驶时，突遭以色列國防軍导弹袭击，当场死亡。
2012年11月14日以色列空军空袭，杀死了卡桑旅当时的领导人艾哈迈德·贾巴里，他和其他7人在以色列的云柱行动中在加薩走廊被杀。
2024年7月13日，以軍空襲殺死了時任卡桑旅領導人的穆罕默德·德伊夫。
2025年5月13日，以軍空襲殺死了時任卡桑旅領導人的穆罕默德·辛瓦爾。

## 註
1. ↑  其並非一個軍事意義上的旅，而是對哈馬斯麾下準軍事部隊的統稱